# Fien Bosvoorde
Delphine (Fien) de Denterghem van Bosvoorde is een personage uit de Vlaamse politieserie Zone Stad dat werd gespeeld door Lien Van de Kelder.
Na reeks 7 verdwijnt ze uit de serie. Ze wordt opgevolgd door Esther Mathijs, gespeeld door Kim Hertogs.

## Seizoen 4
Wanneer Dani gepromoveerd wordt tot commissaris, komt Fien het team versterken als nieuwe partner van Tom. Het feit dat ze nog een 'groentje' is en bovendien door haar 'naam' aan de job is geraakt waarvoor hij jaren heeft moeten knokken, leidt ertoe dat Tom helemaal niet overweg kan met haar. Na verloop van tijd verbetert hun verhouding.
Fien blijkt een oude kennis te zijn van Lucas.
Toen ze nog studeerde was Fien lid van een studentenclub. Tijdens een wilde studentendoop werd een van de studenten zo vernederd, dat hij na al die jaren uit is op wraak. Hij vermoordt een aantal van zijn oude studiegenoten, waarbij ook Fien hoort. Ze kan echter net op tijd uit de klauwen van de seriemoordenaar gered worden. Planton Ivo, die ter gelegenheid van zijn laatste werkdag nog eens mee op interventie mag, overleeft dit voorval echter niet.

## Seizoen 5
Fien krijgt een relatie met undercoveragent Brik en raakt zwanger van hem. Brik wil echter niks met het kind te maken hebben en laat Fien in de steek. Aan het einde van het seizoen gaat Fien naar Brik omdat deze zegt genoeg bewijs tegen een van de bendeleden te hebben. Ze worden betrapt door een bendelid en er ontstaat een gevecht. Fien krijgt een aantal rake klappen en verliest hierdoor het kindje.

## Seizoen 6
Fien combineert haar job als inspecteur nog steeds met haar studies als profiler. Tijdens het maken van haar thesis raakt ze in de ban van Maarten De Ryck, een veroordeelde seriemoordenaar die zijn onschuld nog steeds staande houdt. Ze wordt verliefd op hem en doet er alles aan om hem vrij te krijgen. Dit lukt uiteindelijk en de twee vormen een koppel. Uiteindelijk blijkt dat Maarten toch de bewuste psychopaat is en valt Fien in zijn handen. Ze kan net op tijd worden gered.

## Seizoen 7
Fien doet er alles aan om Tom na zijn ontslag terug bij het korps te krijgen. Ze slaagt hierin, maar merkt dat het privé met haar partner niet echt goed gaat. Ze ontwikkelt een vorm van liefde voor hem en doet er alles aan om hem uit de ban van de drank en drugs te houden. Ze reageert ook eerder afwijzend wanneer Tom een relatie begint met advocate Inez Vermeulen. Ze vertrouwt de vrouw niet en start in samenspraak met Dani een privé-onderzoek. Fien ontdekt dat Inez eigenlijk de zus van Dimitri Alva, Toms overleden grote vijand, is. Daarna raakt Fien verwikkeld in een case die haar zeer duur te staan zal komen. Ze wordt uiteindelijk ontvoerd door Seppe, een lid van de Alva-clan, en Pierre D'Haese die 2 SM-moorden op hun geweten hebben. Ze wordt eerst gevangen gehouden in een kooi daarna brengen de twee haar naar het kasteel van haar vader waar de bende haar op gruwelijke wijze vermoordt. Ze sterft in de armen van Tom.